# Superboy
Superboy (deutsch: Super-Junge beziehungsweise Über-Junge) ist der Name mehrerer fiktiver Comic-Figuren des US-amerikanischen Verlags DC Comics. Bis 1992 wurde mit dem Titel zumeist eine jugendliche Inkarnation des Comichelden Superman identifiziert. In der Vergangenheit widmeten sich unter anderem die Fernsehserien The Adventures of Superboy (1961), The Adventures of Superboy (1966–1969), Superboy (1988–1992), in der Gegenwart die Fernsehserie Smallville (2001–2011) den Abenteuern des auch als Boy of Steel (Junge aus Stahl) bezeichneten Charakters.
1993 wurde mit dem jungen Klon von Superman, Kon-El bzw. Conner Kent, ein zweiter Superboy eingeführt. 2016 erschuf der Verlag einen weiteren Charakter mit dem Moniker „Superboy“, Jonathan Kent – der Sohn des heutigen Superman und seiner Frau Lois Lane.
Die Rechte an der Figur besitzt der DC-Eigner Time Warner.

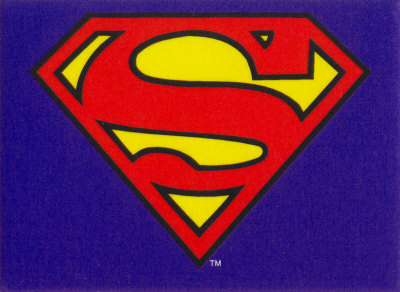
Das Superboy-Logo: Ein stilisiertes rotes S auf gelber Platte vor blauem Grund

## Versionen der Figur

### Superboy I (Clark Kent/Kal-El)
Der erste Superboy, dessen Abenteuer DC veröffentlichte, ist kein anderer als Superman in seinen Kindheitstagen. Unter der berühmt gewordenen Expositionsphrase The Adventures of Superman back when he was a boy, die nahezu jede Superboy-Geschichte einleitete, erschienen zwischen 1944 und 1986 zahlreiche Comichefte, die sich mit den Jugenderlebnissen des Superhelden befassten. Das erste dieser Hefte war More Fun Comics #101, Superboys Debütausgabe. Die Erfinder dieser Ur-Inkarnation der Superboy-Figur waren die Superman-Schöpfer Jerry Siegel und Joe Shuster sowie der Künstler Don Cameron.
Die Abenteuer dieses ersten Superboys spielen überwiegend in der fiktiven amerikanischen Kleinstadt Smallville in Kansas. Hinter Superboy verbirgt sich der Junge Kal-El, der von dem futuristischen Planeten Krypton stammt. Er wird von seinen Eltern als Säugling mit einem Raumschiff zu Erde geschickt, um ihn vor der Zerstörung seines aufgrund einer Naturkatastrophe dem Untergang geweihten Heimatplaneten zu bewahren. Dort wächst Superboy unter dem Namen Clark Kent bei dem Farmerehepaar Jonathan und Martha Kent auf, die sein Raumschiff finden und ihn unter dem Namen Clark Kent an Sohnes statt annehmen. Als der Junge heranwächst, entdeckt er, dass ihm die Strahlen der irdischen Sonne gewaltige Kräfte verleihen und beschließt, diese zum Wohle seiner Mitmenschen einzusetzen. Zu diesem Zweck kleidet er sich in ein mit der späteren Superman-Uniform praktisch identisches Kostüm mit Cape und S-Emblem (für „Superboy“), das eine kleinere Größe hat. Um seine Familie zu schützen, verbirgt Superboy seine Identität, indem er als Clark Kent eine Brille und brave gescheiteltes Haar trägt, während er bei seinen Einsätzen als Superboy die Brille abnimmt und seine Haare „wild“ fallen lässt.
Kurz nach dem Erscheinen von Superboy als einem Feature in der Serie More Fun Comics wurde die Serie in die Reihe „Adventure Comics“ verlegt. 1949 wurde dem Charakter schließlich eine eigene Serie gewidmet. In dieser Serie wurden Superboy mit der Zeit einige sehr beliebte Nebenfiguren an die Seite gestellt: Zu Ma und Pa Kent, Superboys Zieheltern, gesellten sich, Clark Kents naseweise Schulfreundin Lana Lang in Superboy #10 und in den frühen 1960ern Clark Kents bester Freund Pete Ross sowie der Dorfpolizist Chief Parker.
Der Schauplatz der Superboy-Geschichten wurde in Superboy #2 erstmals als Smallville, USA, identifiziert. Die Stadt lag in den ersten Erscheinungsjahren der Superboy-Serie in der Nähe von Metropolis, dem Schauplatz der Abenteuer die Superboy später als Superman erleben würde. Spätere Superboy-Abenteuer etablierten schließlich den Staat Kansas als den Staat in dem Smallville sich befinden sollte. Die Zeit in der die Superboy-Geschichten spielten war meist noch weniger umrissen: Zum Teil waren sie in der Gegenwart angesiedelt (also in jenem Jahr, in dem die Geschichte veröffentlicht wurde), zum Teil aber auch in die Zeit der 1930er Jahre zurückverlegt. Später entwickelte man das Konzept einer floating timeline, das heißt, man ließ die Superboy-Geschichten kontinuierlich 15 Jahre vor der Gegenwart spielen, so spielten Superboy-Geschichten von 1970 im Jahr 1955 und Geschichten von 1975 im Jahr 1960 usw. Mit der Legion der Superhelden die 1958 in der Geschichte The Legion of Super-Heroes erstmals in der Serie auftauchte wurde eine ganze Heerschar an gelegentlichen Nebenfiguren eingeführt: Eine Clique von Jugendlichen aus dem 30. Jahrhundert die sich Superboy zum Vorbild nahmen und ihn bei seinem Kampf für das Gute unterstützen. Die Legion erwies sich als derart beliebt, dass sie 1975 in den Titel der Superboy-Serie aufgenommen wurde die fortan Superboy and the Legion of Super-Heroes hieß.
Die Superboy-Geschichten handelten von Themen der verschiedensten Bandbreite: Häufigstes wiederkehrenden Motiv waren die Auseinandersetzungen Superboys mit der argwöhnischen, in ihn verliebten Dorfschönheit Lana Lang, die immer wieder versuchte, ihren Verdacht einer Identität von Superboy mit Clark Kent zu beweisen, um dann am Ende einer jeden Geschichte durch clevere Tricksereien Superboys vorerst von dieser Idee abgebracht zu werden. Dabei gelang es immer nur kurzzeitig Lana von ihrem Verdacht abzubringen, den sie bald darauf, in einem neuen Abenteuer abermals entwickeln würde. Hinzu kamen verzwickte Alltagssituationen und Rätsel die Superboy bewältigen musste, sowie Konflikte mit jugendlichen Versionen der späteren Superman-Schurken wie Mr. Mxyzptlk aus der 5. Dimension oder Lex Luthor. Luthors Hass auf Superman wurde innerhalb der Superboy-Geschichten damit erklärt, dass dieser den jungen Luthor, einen genialen Wissenschaftler der bis dato sein Freund gewesen war, nach einem Laborunfall aus dessen brennendem Labor rettet und dabei aus Versehen eines von Luthors Experimenten zerstört, was dazu führt, dass Luthor, der giftige Dämpfe einatmet, seine Haare verliert. Aus Hass wegen des Verlustes seiner Haare durch das Verschulden von Supermans jugendlicher Inkarnation – so die Superboy-Geschichte – sei Luthor später der Erzfeind von dem zum Superman gereiften Superboy geworden.
Nachdem die Superboy-Reihe 1980 eingestellt worden war, wurde sie sogleich als The Adventures of Superboy neu gestartet. Diese Reihe lief von 1980 bis 1984. Danach folgte die vierteilige Miniserie Superboy: The Secret Years (1985), die die letzten Abenteuer des klassischen Superboys – die während dessen ersten Jahr im College spielen – enthält (Superboy #321; Maple Street, Farm. Geschäft).

### Superboy II (Conner Kent/Kon-El)
Der zweite Superboy ist nicht der jugendliche Superman, sondern ein Klon Supermans.
Im Zuge der Comicgeschichte bzw. des Ereignisses Supermans Tod traten mehrere Figuren auf, die die Stelle des verstorbenen Kal-El einnehmen. Von 1994 bis 2002 erschien eine Superboy-Serie mit dem Klon in der Hauptrolle.
Als Klon von Superman hatte Superboy ursprünglich keinen „richtigen“ Namen. Später bekam er von Superman den Namen Kon-El. In seiner Geheimidentität trägt er jetzt den Namen Conner Kent. Kon-El ist dabei kein reiner Klon von Superman, sondern trägt zum Teil auch die Gene von Lex Luthor in sich. Dieser Charakter starb in der Serie „Infinite Crisis“ im Kampf gegen Superboy-Prime und wurde in der Geschichte „Legion der 3 Welten“ wiederbelebt.

### Superboy III (Jonathan Kent)
Der Charakter wurde 2015 von Dan Jurgens im Zuge der Comicgeschichte Convergence erfunden. „Jon“ Kent ist der Sohn jener Versionen von Clark Kent und Lois Lane, die 2011 im Relaunch The New 52 aus der DC-Kontinuität gelöscht worden waren. 2017 wurde die komplizierte Herkunft rückwirkend geändert und vereinfacht. Seinen Mantel als „Superboy“ nahm er in Superman vol. 4 #6 (Nov. 2016) auf. Gemeinsam mit Damian Wayne (Robin) ist er Protagonist der Comicserie Super Sons. Seit 2021 ist er zudem Hauptfigur der Comicserie Superman: Son of Kal-El.

### Superboy-Prime (Clark Kent)
Superboy-Prime ist eine alternative Version von Superboy, die erstmals in dem Comicheft DC Comics Presents #87 von 1985 (Autor: Elliot S! Maggin, Zeichner: Curt Swan) vorgestellt wurde. Dort lebt er zunächst als normaler Junge namens Clark Kent auf der alternativen Erdversion Erde-Prime.
Anders als in den Geschichten die in dem Universum des Planeten „Erde-1“ spielen, existieren Superman und die anderen DC-Helden auf Erde-Prime nur als fiktive Figuren. Dementsprechend gibt es auf Erde-Prime keine „realen“ Superhelden, sondern nur Helden, über die Clark und die anderen Bewohner des Planeten in Comicheften lesen. Clark wächst zunächst als normaler Junge im Haushalt seiner Adoptiveltern Jerry und Naomi Kent auf, bis er auf wundersame Weise die gleichen Superkräfte wie sein Vorbild Superboy (Kal-El) erlangt. Diese manifestieren sich erstmals, als er als Teenager eine Kostümparty besucht. Zunächst wacht er eine Zeit lang als einziges Superwesen über seine Heimat, bis es dem Superman von Erde-1 gelingt die dimensionale Barriere, die Erde-1 und Erde-Prime trennt, zu durchbrechen und Superboy-Prime zu treffen.
Während der „Crisis on Infinite Earths“-Storyline wird Superboy-Primes Heimat schließlich zerstört und er in die Dimension „realer“ Superhelden versetzt. Am Ende der Crisis ziehen sich er, der Wissenschaftler Alexander Luthor von Erde-3, sowie Superman und Lois Lane von Erde-2 – die einzigen Überlebenden ihrer jeweiligen Heimaten – in die sogenannte Paradiesdimension zurück, die abseits der Realität der übrigen DC-Figuren existiert.
Von der Paradiesdimension aus beobachten die fünf die neue (und einzige) Erde. Superboy ist mit dem Gang der Ereignisse dort jedoch zunehmend unzufrieden und frustriert, fühlt sich „um sein Schicksal ein Held zu sein“ betrogen. Er fällt schließlich – wie auch Alexander Luthor – dem Wahnsinn anheim, mit der Folge, dass er und Luthor beschließen, die „unzulängliche, mit Fehlern behaftete“ derzeitige Erde generalzuüberholen und eine „perfekte“ neue Erde zu erschaffen. Sie fliehen aus der Paradiesdimension, indem Superboy-Prime die „Mauern der Realität“ zerschlägt und ihnen so den Weg zur Erde öffnet. Dort versuchen sie fortan die Realität in ihrem Sinne zu verändern. Superboy-Prime versucht außerdem den Superboy dieser Erde, die Kon-El-Version der Figur, zu ermorden und seinen Platz einzunehmen.
Auf der Erde stiften beide Chaos, sie veranlassen einen Krieg zwischen den Planeten Rann und Thangar, zerstören das Hauptquartier der JLA, sorgen für die Gründung der „Secret Society of Super Villains“ und vieles mehr. Dabei verändern sie auch die Realität, was unter anderem die Auferstehung einiger Toter wie des verstorbenen Robins Jason Todd und widersprüchliche Lebensläufe anderer Helden (wie Donna Troy oder der Legion der Superhelden) zur Folge hat.
Als die Helden der Erde, sowie die übrigen Bewohner der Paradiesdimension, auf das Tun der beiden aufmerksam werden, kommt es zu einer langen Reihe von Kämpfen, in deren Verlauf Kon-El im Kampf mit Superboy-Prime stirbt. Er selbst wird schließlich von den Supermen der Erden-1 und -2 besiegt, nachdem sie ihn zunächst durch Kryptons rote Sonne Rao schleifen – die ihnen allen ihre Kräfte raubt – um dann zum Kampf gegeneinander anzutreten. Der Superman von Erde-2 opfert in diesem Kampf sein Leben, um Superboy-Prime überwältigen zu können. Superboy-Prime wird nach seiner Niederlage von den Weltraumpolizisten des Green Lantern Corps in der Nähe des Planeten Oa in einem Spezialgefängnis, einem Sun-Eater, gefangen gehalten.
Während des Sinestro-Corps-Wars wird er allerdings von den Mitgliedern des Sinestro-Corps befreit, wobei mehrere Green Lanterns ihr Leben lassen müssen. Er kämpft im Krieg gemeinsam mit dem Sinestro-Corps, dem Cyborg Hank Henshaw und dem Anti-Monitor sowohl gegen das Green Lantern Corps, als auch gegen die Helden der Erde und wird später von der Lantern Sodam Yat, der zum neuen Ion wird, in einen schweren Kampf verwickelt, kann jedoch nicht bezwungen werden. Primes Angriff kann erst gestoppt werden, als einer der Wächter des Universums sich opfert, wobei Superboy-Prime ins Multiversum versetzt wird.
Während des Countdown zur Final Crisis altert er durch die ungeheuren Energiemengen, die er in sich aufnimmt, und wird somit zu Superman-Prime. Als dieser tötet er im Verlauf der Geschichte mehrere Charaktere und Helden verschiedener Parallelerden und schreckt auch vor der Vernichtung ganzer Erden nicht zurück. Am Ende ist er jedoch der Einzige, der in der Lage ist den ehemaligen Helden Captain Atom, der zum größenwahnsinnigen Monarch wurde, zu vernichten, indem er den Schutzanzug des Schurken zerriss. Durch diese Tat wurde das gesamte Universum, in dem sich der Kampf abspielte vernichtet.

## Comicserien
Seit den 1940er Jahren hat DC-Comics eine lange Reihe von Serien unter dem Titel Superboy auf den Markt gebracht.
Von Februar 1990 bis Februar 1992 publizierte DC die Serie Superboy. The Comic Book (#1–10), die auf der Superboy-Fernsehserie basierte, die damals im US-Fernsehen lief und in einer Sonderkontinuität außerhalb der Kontinuität der übrigen Superboy- bzw. Superboycomics angesiedelt war. Um dies kenntlich zu machen, erschien auf den Titelblättern der Serie stets der Zusatz „As Seen on TV“. 1991 wurde die Serie mit der Ausgabe #11 in The Adventures of Superboy umbenannt und unter diesem Titel bis zur Ausgabe #22 fortgesetzt, die im Februar 1992 erschien. Die Handlungsfäden dieser Serie wurden schließlich in dem One-Shot Superboy Special #1 zusammengeführt, in der die Superboy. The Comic Book/Adventures of Superboy-Geschichten in die Kontinuität regulären Superman-Comics eingegliedert wurden, indem schließlich enthüllt wurde, dass sämtliche Ereignisse der Serie nichts weiter gewesen seien als ein einziger langer Tagtraum Clark Kents in seiner Jugendzeit.
Zwischen 1994 und 2002 veröffentlichte DC eine als Superboy betitelte Serie in deren Mittelpunkt die „Kon-El“-Version von Superboy stand. Die Serie erschien in monatlichem Rhythmus und erreichte insgesamt einhundertundzwei reguläre Ausgaben (die Ausgaben #1 bis #100, sowie die sondernummierten Hefte Superboy #0 [1994] und Superboy #1.000.000 [1998]) sowie eine Reihe von Spezialausgaben. Namentlich erschienen zusätzlich zu der monatlichen Serie drei als Superboy Annual ausgewiesene Sonderhefte mit doppeltem Umfang, sowie die Crossover-Hefte Superboy Doubleshot und Superboy Plus #1 und #2.
Die Hauptautoren dieser Superboy-Serie waren Karl Kesel, Ron Marz und Joe Kelly. Die wichtigsten Zeichner der Serie waren Tom Grummett und Ramon Bernadó. Zudem waren der Inker Doug Hazlewood und der Colorist Glenn Whitmore an besonders vielen Heften der Serie beteiligt.

## Figuren in den Superboy-Geschichten

### Nebenfiguren

#### Dubbilex
Dubbilex ist ein telepathisch veranlagtes Wesen, das in der Superboy-Serie der 1990er Jahre als ständige Nebenfigur auftrat. Er ist ein vom sogenannten Project Cadmus, einer geheimen Genforschungseinrichtung der US-Regierung, die in den Superman/Superboy-Geschichten regelmäßig auftritt, geschaffener sogenannter DNAlien, d. h. eine in Cadmus Laboren durch die Verbindung von außerirdischer und menschlicher DNA gezeugte Klon-Kreatur. Äußerlich erscheint Dubbilex, der in Superman's Pal Jimmy Olsen #136 vom März 1971 (Autor und Zeichner: Jack Kirby) debütierte, als ein hagerer, mittelgroßer Mann mit einer steinartig-grau texturierten Haut und zwei kleinen Hornauswüchsen auf seinem Kopf.
Anders als sein Schöpfer, der verrückte Wissenschaftler und ehemalige Cadmus-Direktor Dabney Donovan, einer von Supermans ärgsten Feinden, ist Dubbilex ein ausgesprochen gutmütiges Wesen. Er trägt zumeist ein lila-weißfarbenen Overall. Dank seiner außerirdischen DNA verfügt er über die Fähigkeit auf telepathischem Wege mit anderen Lebewesen – auch über weite Strecken – zu kommunizieren. Zudem kann er allein kraft seiner Gedanken starke Energiewellen abschießen und Gegenstände und Personen durch Telekinese bewegen.
In den Superman-Comics der 1970er Jahre wurde Dubbilex als ein von Donovan geschaffenes Wesen vorgestellt, das sich von seinem Meister abwandte und stattdessen für dessen Nachfolger als Agent des Projektes Cadmus arbeitet. Dank seiner besonderen Fähigkeiten wird er von den Leitern des Projektes vor allem mit dem Sammeln von Informationen betraut, die für Cadmus interessant sein könnten. In den Superman-Geschichten der 1970er, 1990er und 2000er Jahre kommt er bei seinen Einsätzen immer wieder in Kontakt mit Superman, dem er gelegentlich bei seinen Abenteuern unterstützt. Die Beziehung der beiden wurde dabei bislang stets als freundschaftlich-respektvoll, wenn auch leicht distanziert beschrieben. In Geschichten die in Cadmus spielen arbeitet er meist mit seinen dortigen engsten Freunden, dem Guardian, dem Sicherheitschef von Cadmus, und der Newsboy-Legion zusammen. Ein langjähriges Leitmotiv der Superman-Reihe war in den frühen 1990ern Dubbilex von beiderseitigem Misstrauen geprägtes Verhältnis zu dem damaligen zwielichtigen Leiter des Projektes, Paul Westfield.
In der ersten Ausgabe der 1990er-Superboy-Serie wird Dubbilex von den Leitern von Cadmus beauftragt, Superboy – in dieser Version eine Schöpfung des Projektes – auf dessen Welttournee zu begleiten, ihn zu beobachten und Cadmus über die weitere Entwicklung des Jungen aus Stahls informiert zu halten. Als Superboy sich in der ersten Storyline der Serie gemeinsam mit der Familie Leech auf Hawaii niederlässt, zieht Dubbilex ebenfalls in den Leech'schen Haushalt ein. Im weiteren Verlauf der Superboy-Serie entwickelt sich Dubbilex danach allmählich zum Mentor und väterlichen Freund Superboys: Er unterweist ihn im Gebrauch seiner Superkräfte und versucht ihm moralische Werte zu vermitteln. Die anfänglich angespannte Beziehung zwischen dem extrovertierten Hallodri Superboy und dem zurückhaltend-grüblerischen Dubbilex – einem intelligenten aber in Alltagsdingen etwas naiven Wesen – weicht schließlich einer gegenseitigen innigen Freundschaft: Während Dubbilex Superboys Reifung zu einem richtigen Helden vorantreibt, entwickelt er sich unter dem Einfluss seines Schützlings bis zum Serienende zu einem deutlich offeneren und extrovertierteren Wesen. Daneben freundet er sich allmählich auch mit den Leeches – die ihm erst sehr suspekt sind – an und nimmt einen Hund namens Krypto in seine Fürsorge. Nachdem in Ausgabe #50 Hawaii als Schauplatz der Serie gegen Cadmus eingetauscht wird, kehrt Dubbilex in seine alte Rolle als Projektmitarbeiter zurück: In den weiteren Superboy-Geschichten bis zur #100 und den Superman-Geschichten die seither veröffentlicht wurden, tritt er regelmäßig als Leiter von Cadmus Genforschungsabteilung auf.

#### Hillary Chang
Hillary Chang war eine Mitschülerin von Superboy in der Superboy-Serie der 1990er Jahre. Sie besuchte die gleiche Klasse wie er auf seiner Schule in Hawaii und nahm später Superboys Hund Krypto (I) zeitweise in ihre Obhut.

#### Ray Garnes
Ray Garnes ist ein Kameramann bei Kona TV und war in der Superboy-Serie der 1990er Jahre als der ständige Begleiter von Superboys Freundin, der Fernsehreporterin Tana Moon, zu sehen, deren Reportagen er mit seiner Kamera einfing. Er war ein leutseliger, etwas dicklicher Hawaiier der zumeist beruhigend auf die aufbrausende Tana einwirkte.

#### Rex Leech
Rex Leech (engl. für „Blutegel“, freier „Aussauger“) ist ein windiger Geschäftsmann, der einige Jahre lang Supermans jugendlichen Klon Superboy als sein persönlicher Manager zur Seite stand. Leech, der in Adventures of Superman 502 vom Juli 1993 debütierte (Autor: Karl Kesel, Zeichner: Tom Grummett), trat 1993 in den diversen Superman-Serien und von 1993 bis 1998 als ständige Nebenfigur in der Reihe Superboy auf. Er ist ein geldgierig, unsolider und korrupter, aber im Grunde dennoch anständiger Mann, mit einem Talent Probleme magisch anzuziehen. Trotz seines ungepflegten Erscheinungsbildes (schmierige lange Haare, ein etwas aufgequollenes Gesicht, dicker Bauch, den er unvorteilhaft unter Hawaiihemden steckt) ist Leech ein geschickter Marketingexperte, der es versteht, jede Niedrigkeit zu einem Bombengeschäft zu machen.
Leech hat nach dem wenigen was über seine Vorgeschichte enthüllt wurde, eine bewegte Vergangenheit als Geschäftsmann, Abenteurer und Betrüger in Las Vegas hinter sich. Aus einer früheren Ehe hat Leech eine Tochter, Roxy, der er sehr nahesteht. Er traf durch die Vermittlung von Vincent Edge auf Superboy, kurz nachdem dieser unmittelbar nach Supermans angeblichem Tod erstmals öffentlich in Erscheinung getreten war. Leech überredete den Jungen aus Stahl gemeinsam Roxy dazu ihn zu seinem Manager zu machen und brachte binnen kurzer Zeit Spielzeug, T-Shirts und Computerspiele zu dem jungen Helden auf den Markt, die beiden ein Vermögen einspielten. Leech meldete sogar ein Patent auf den Namen Superman, den Superboy zu dieser Zeit benutzte an, so dass jede Benutzung des Begriffs ihm Tantieme brachte. Nach Supermans Auferstehung von den Toten willigte Leech ein, auf das Patent auf den Namen Superman zu verzichten. Gemeinsam mit Superboy, Roxy und Superboys Freund Dubbilex, ging er auf eine Tournee durch die Vereinigten Staaten um Superboy, wie sein Schützling sich nun nannte, als eigene Marke zu promoten. Die ungleiche Gruppe ließ sich schließlich auf Hawaii nieder, wo sie ein Landsitz namens „Compound“ außerhalb von Hilo zu ihrem gemeinsamen Zuhause machte.
Neben seiner Tätigkeit als Manager von Superboy war Leech – der eine zweifelhafte niemals genau aufgedeckte Vergangenheit in der Halbwelt hat – in der Superboy-Serie eine Quelle für allerlei Widrigkeiten und Verwicklungen: So wurden verschiedentlich Kriminelle wie der Killer Copperhead auf ihn angesetzt, um alte Schulden bei ihm einzutreiben oder alte Geschäftspartner zwangen Leech unter Verweis auf ominöses Wissen über seine früheren Aktivitäten dazu, Superboy in gefährliche Situationen zu manövrieren, um durch Fernsehübertragungen und ähnliches Kapital zu schlagen. Diese im Hintergrund ablaufenden Händel – von denen Superboy nichts wusste – bildeten dann häufig die Grundlage, für die in der Serie erzählten Abenteuer. Nachdem Superboy in der Ausgabe #50 der Superboy-Serie Hawaii verließ und sich als Mitarbeiter dem Project Cadmus anschloss, schied Leech als ständige Nebenfigur aus der Reihe aus und trat fortan nur noch sporadisch auf. So beispielsweise in Ausgabe 70, als er Superboy mit der bitte kontaktierte, ihm „um der alten Zeiten willen“ zu helfen, seine Tochter aus der Gewalt eines Wesens namens Pyra zu befreien.

#### Roxy Leech
Roxy Leech ist die Tochter von Superboys ehemaligem Manager Rex Leech. Sie trat 1993 in den diversen Superman-Reihen und von 1993 bis 1998 als ständige Nebenfigur in der Reihe Superboy auf. Sie debütierte in Adventures of Superman 502 vom Juli 1993. Roxy ist ein hübsches und abenteuerlustiges Mädchen, dabei einerseits etwas gewieft, aber im Grunde charaktergut. Gemeinsam mit ihrem Vater, Superboy und dem Außerirdischen Dubbilex zog sie kurz nachdem ihr Vater angefangen hatte, Superboy zu managen, nach Hawaii, wo die Gruppe familienähnlich in einem Anwesen namens The Compound zusammenlebte.
In den ersten Ausgaben der Superboy-Reihe hatte Roxy eine heimliche Liebe zum Titelhelden und rivalisierte daher ständig mit Superboys Freundin Tana Moon. Nachdem sie Superboy nach einer schweren Erkrankung Knochenmark spendete, um ihn von einer schweren Erkrankung zu kurieren, wurde die Beziehung beider jedoch endgültig auf eine platonisch-geschwisterliche Grundlage gestellt, da beide seither nur mehr auch genetisch verwandt sind. Später schloss Roxy sich der hawaiischen Polizei unter Sam Makoa als Kadettin an. Nach ihrem Ausscheiden als ständige Nebenfigur aus der Superboy-Reihe mit der Ausgabe #50 trat sie noch gelegentlich als Nebenfigur auf. So etwa einmal als sie den Whiz Wagon, einen fliegenden Rennwagen im Besitz von Superboys Arbeitgeber Cadmus, stahl, um sich an einem Wettrennen in der Wild Area zu beteiligen, um Geld zur Tilgung der Schulden ihres Vaters zu verdienen.

#### Sam Makoa
Sam Makoa ist ein hawaiischer Polizist, der dem Kon-El-Superboy in den auf Hawaii spielenden Superboy-Geschichten der 1990er Jahre bei der Lösung verschiedener Fälle behilflich ist. Er debütierte in Superboy #1 vom Februar 1994 (Autor: K. Kesel, Zeichner: T. Grummet).
Makoa wird dort als einheimischer Hawaiier vorgestellt, der als der härteste Cop des Honolulu Police Departments gilt. Als Leiter der Special Crime Unit der Hawaiischen Polizei unterstützten Makoa und sein Team – zu dem später unter anderem auch Roxy Leech gehört, als deren Mentor Macoa zeitweise fungiert – Superboy bei der Lösung einiger Kriminalfälle und der Verhaftung einiger seiner Widersacher. In den ersten Heften der Superboy-Serie der 1990er Jahre ist der integere Makoa für Superboy ein Vorbild. Makoas Erzfeind ist der monströse King Shark, den er bei dessen erstem Erscheinen – obwohl nur ein normaler Mensch – im Alleingang besiegt. Später ist Macoa unter anderem maßgeblich an Superboys Sieg über das Verbrechersyndikat der Silicon Dragons beteiligt und hilft ihm bei seiner Reise in das „Wild Land“ auf einer vergessenen Insel im Pazifik.

#### Tana Moon
Tana Moon ist die Freundin von Superboy (Kon El) in den Superboycomics der 1990er Jahre. Sie wird erstmals in Adventures of Superman #501 vom Juni 1993 (Autor: K. Kesel, Zeichner: T. Grummet) vorgestellt.
In diesem Heft kommt Tana, eine dunkelhäutige indigene Hawaiierin, nach Metropolis, um dort als Reporterin Karriere zu machen: nachdem ihre Bewerbung bei der Zeitung Daily Planet scheitert arbeitet sie eine Weile für den Nachrichtensender WGBS. Für WGBS berichtete sie in den folgenden Heften über die ersten Heldentaten von Superboy, der zu dieser Zeit erstmals öffentlich auftritt. Kurz darauf trennen die beiden sich.
Als Superboy nach Hawaii übersiedelt, treffen die beiden sich wieder und beginnen eine Beziehung. Diese ist einerseits leidenschaftlich andererseits durch ständige Spannungen geprägt. Probleme ergeben sich zum einen aus dem erheblichen Altersunterschied zwischen den beiden (Moon ist sieben Jahre älter als Superboy) und zum zweiten aus Superboys beständigen Interesse an anderen Frauen. In Hawaii arbeitet Tana für den lokalen Fernsehsender Kona-TV als Reporterin. In Superboy #75 wird Tana wurde von der Schurkin Amanda Spence ermordet.

#### Wild Men
Die Wild Men sind Mischwesen aus Menschen und Raubtieren, die von einer „vergessenen Insel“ im Pazifik stammen. Howler („Heuler“), Growler (Knurrer) und Gorr sind aufrecht gehende Tiere mit menschgleicher Intelligenz und Verhaltenstendenzen: ein Wolf, ein Bär und Tiger, die Kleidung tragen, Gegenstände benutzen und sprechen können. Sie stammen aus dem Wild-Land, einer vergessenen Insel im Pazifik, die von zahlreichen tierähnlichen Wesen bewohnt wird, die äußerst menschenähnlich sind (sozusagen lebendig gewordene Märchen- und Fabeltiere). Die drei Abenteurer halfen Superboy als dieser auf wundersame Weise ins Wild-Land verschlagen wurde, verschiedene Abenteuer zu bestehen und verließen ihre Heimat später gemeinsam mit ihm um die Welt kennenzulernen. In der „zivilisierten Welt“ begannen sie ein Leben als Abenteurer, die den gesamten Globus auf der Suche nach neuen Herausforderungen bereisen. Daneben halfen sie auch immer wieder dem Jungen aus Stahl, also Superboy, verschiedene Abenteuer zu bestehen: So halfen sie Superboy auf der Suche nach Tana Moon als diese über einen langen Zeitraum verschollen war und trugen maßgeblich zu seinem Sieg über die Verbrecherorganisation Agenda bei. Die Wild Men debütierten ursprünglich in der Serie Kamandi die die Abenteuer eines Jungen erzählt, der in einer post-apokalyptischen Welt, in der alle anderen Menschen in einem Atomkrieg umgekommen sind, und die Erde von menschenähnlichen, intelligenten Tieren bevölkert wird, lebt. Die beinahe vergessenen Figuren wurden in Superboy #50 von 1998 neu belebt und in die Superman-Reihen integriert.

### Gegner

#### Amanda Spence
Amanda Spence ist eine Terroristin, mit der der Superboy der Superboy-Serie der 1990er Jahre (Kon El) mehrfach aneinandergerät. Die Figur taucht erstmals in Superboy #31 von 1996 auf (Autor: R. Marz, Zeichner: R. Bernado).
In späteren Ausgaben der Serie wird nach und nach enthüllt, dass Spence – die sich bei ihrem ersten Auftritt als Journalistin ausgibt – für eine Organisation namens The Agenda arbeitet, die das Ziel hat, Superboy in ihre Gewalt zu bringen, um ihm eine Genprobe abnehmen und aus dieser eine Armee von ihr hörigen Klonen zur Verwirklichung ihrer Weltherrschaftspläne züchten zu können. In späteren Ausgaben gelingt es Spence schließlich, Superboy durch eine List gefangen zu nehmen und im Labor einen Klon namens Match von ihm zu züchten, bevor Superboy sich aus der Gewalt der Agenda befreien und ihr Hauptquartier zerstören kann. In noch späteren Ausgaben der Serie kehrt Spence zurück, um sich für ihre Niederlage zu rächen: Sie bringt Superboys Heimat, die Genforschungseinrichtung Cadmus, zeitweise in ihre Gewalt und ermordet seine Freundin Tana Moon, bevor Superboy sie abermals besiegen kann. Außerdem stellt sich heraus, dass sie eine Tochter von Paul Westfield, dem Schöpfer von Superboy ist, auf den sie einen persönlichen Hass hegt, den sie – etwas merkwürdig – damit begründet, dass er (ein Laborprodukt) nach dem Tod ihres Vaters das einzige sei was von diesem geblieben sei.

#### Black Zero
Black Zero ist so etwas wie Superboys böser Zwilling. In Superboy #63 vom Mai 1999 (Autor: K. Kesel, Zeichner: T. Grummett) wird er als geisteskranker Superboy einer Paralleldimension vorgestellt. Der Name der Figur geht auf die Geschichte „The Man Who Destroyed Krypton“ aus Superman #205 von 1968 zurück, die von einem Söldner namens Black Zero handelt, der versucht Supermans Geburtsplaneten Krypton zu zerstören. In Superboy #63 wird demgegenüber angegeben, dass der Superboy der Paralleldimension sich nach einer historischen kryptonischen Terrororganisation benannt habe, die dereinst versucht habe den Planeten mit einer Nuklearbombe zu sprengen.
In Superboy #63-68 („Hypertension“) wird nach und nach enthüllt, dass der Superboy der Paralleldimension, wie der Kon El-Superboy der 1990er/2000er Jahre, ein Klon von Superman ist. Da Superman in dieser Paralleldimension nach seinem Kampf gegen das Monster Doomsday nicht von den Toten aufersteht, sondern endgültig tot bleibt, reift dieser Superboy zu einem erwachsenen Mann an und tritt schließlich als Superman II das Erbe seines Vorbildes an. Anders als Kon El leidet dieser Superboy an ausgeprägten Versagensängsten und befürchtet, dass er dem Erbe Supermans niemals gerecht werden wird. Zudem glaubt er von den meisten Menschen als bloße Kopie des „eigentlichen“ Supermans verachtet zu werden. Nachdem dieser Supberoy/Superman in einem Kampf mit dem Schurken Brainiac aus Versehen den Tod von dreihundert Unschuldigen verursacht wird in seiner Welt eine internationale Kampagne gegen die Technik des Klonens eingeleitet. Bei der nun einsetzenden Jagd auf Klone wird unter anderem Superboys Freund Guardian getötet. Superboy entwickelt daraufhin die Wahnvorstellung der Schutzherr aller Klone zu sein. Unter seinem neuen Namen Black Zero (dem Namen einer Gruppe von Aktivisten für die Rechte der Klone auf Krypton) bringt er das Projekt Cadmus, das Klonforschungsprojekt der US-Regierung, in seine Gewalt und schließt ein Bündnis mit dem Wissenschaftler Dabney Donovan. Zusammen mit Donovan stellt er eine Armee von Klonen seines Freundes Guardian her, mit deren Hilfe er die Erde seiner Dimension erobert. Im Wahn nicht nur die Klone seiner Welt beschützen zu müssen, bereist Black Zero fortan mit Hilfe des Außerirdischen Metron eine Paralleldimension nach der anderen um die dortigen Erden zu erobern und ihre Klone zu beschützen. Dabei gerät er schließlich in Konflikt mit dem Kon El Superboy, den er durch eine lange Reihe von Parallelwelten jagt. Kon El kann Black Zero schließlich bezwingen, indem er die Superboys sämtlicher Parallelwelten versammelt und sie vereint in den Kampf gegen seinen Zwilling führt.

#### Kekona
Kekona ist ein zerstörerisches magisches Wesen, das auf den Inseln des hawaiischen Archipels sein Unwesen treibt. Das trollartige Wesen, mit dem der Superboy der Serie aus den 1990er Jahren (Kon El) mehrfach aneinandergerät, tritt erstmals in dem Heft Adventures of Superman #541 vom Dezember 1996 (Autor: K. Kesel, Zeichner: Stuart Immonen) auf. In diesem Heft wird er als Angehöriger des mythischen Volkes der Menehune vorgestellt, einer Gattung von drollig anzusehenden steinhäutigen Kreaturen der polynesischen Mythologie, die eine fortgeschrittene Baukultur in der ozeanisch-pazifischen Inselwelt entwickelt haben. Als magisches Wesen verfügt Kekona – trotz seines putzigen Erscheinungsbildes – über übermenschliche Körperkraft und Ausdauer, die Fähigkeit zu fliegen und sich an andere Orte zu teleportieren. Seine Schwäche ist Machtlosigkeit gegen Metall und insbesondere Eisen, gegen das seine Magie wirkungslos ist.
Aus Hass auf die – die alte menehunische Baukultur verschandelnden – neumodischen Gebäude, die im 20. Jahrhundert auf Hawaii entstehen, unternimmt Kekona mehrfach wilde Zerstörungstouren durch die Städte der Insel: Dabei macht er stets – bewaffnet mit einem überdimensionierten magischen Vorschlaghammer – allerlei neumodische Bauten dem Erdboden gleich, was üblicherweise Superboy als den Beschützer von Hawaii und die Polizei der Insel auf den Plan ruft. Superboy kann Menehune letztlich immer besiegen, wobei er jedoch immer auf etwas „Schützenhilfe“ angewiesen ist: Einmal stehen ihm die Reporter Lois Lane und Clark Kent (#541), ein anderes Mal der Weltraumheld Green Lantern (Superboy #47) im Kampf gegen seinen putzigen Gegner zur Seite. Nach seiner zweiten Niederlage gegen Superboy wird Kekona kurzzeitig verhaftet und in – seine Kräfte neutralisierende – Ketten gelegt, verschwindet jedoch darauf auf wundersame Weise aus dem Gewahrsam: andeutungsweise weil sein Volk ihn an den geheimen Gerichtsplatz der Menehunes berufen hat, um ihn wegen Verstoßes gegen ihren Ehrenkodex zur Rechenschaft zu ziehen.

#### King Shark
King Shark, alias Nanaue, ist ein monströses Mischwesen aus Mensch und Hai, mit dem Superboy es mehrfach zu tun bekommt. Die Figur taucht erstmals in Superboy #0 vom Oktober 1994 auf (Autor: K. Kesel, Zeichner: T. Grummett).
In seiner Debütgeschichte erscheint King Shark, der sich selbst „Nanaue“ nennt, als ein circa drei Meter großes aufrechtgehendes, übermenschlich starkes Hybridwesen aus Mensch und Hai, das von der Diebesbande Silicon Dragons aus dem Hochsicherheitsgefängnis von Honolulu (Kulani Prison) befreit wird, um Superboy, der sich als Beschützer der Insel in ihre „Geschäfte“ eingemischt hat, auszuschalten. Gemeinsam mit dem Polizisten Sam Makoa, der King Shark bei seinem ersten Auftreten – das nur kurz in Dialogen nacherzählt, nicht aber On-Page gezeigt wird – besiegt und verhaftet hatte, gelingt es Superboy schließlich, die gewaltige Kreatur erneut zu besiegen und erneut festzunehmen.
Im weiteren Verlauf der Superboy-Serie tritt King Shark noch mehrmals auf, um Superboy das Leben schwer zu machen. Dabei bleibt die ganze Zeit unklar, ob Shark der Sohn einer Hawaiierin und eines mythischen haigestaltigen Gottes („The king of all Sharks“ oder Shark God) oder das Produkt einer Serie von genetischen Experimenten ist, die in einer Forschungseinrichtung der US-Regierung auf einer Insel namens „The Wild Land“ durchgeführt wurden. Mehrfach versucht er Makoa, den er seit seiner Verhaftung pathologisch hasst, zu töten. Einmal begleitet Shark, der unter Wasser atmen kann, Superboy und die sogenannte Suicide Squad auf eine Reise in das auf dem Meeresgrund gelegene Hauptquartier der Silicon Dragons, um dabei mitzuhelfen, dieses zu zerstören, wozu er durch einen an seinen Körper befestigten Sprengsatz gezwungen wird. Am Ende tötet Shark Sidearm, ein Mitglied der Suicide Squad, und entkommt – wobei er zunächst für tot gehalten wird. Später gerät er zwei weitere Male mit Superboy aneinander: Einmal, als er am Strand von Hawaii Jagd auf Badegäste macht, bis Superboy ihn in die Tiefe der Meere treibt (SB #31), ein anderes Mal, als er mit Superboy in den Wild Lands aneinandergerät.
Vereinzelt bekommen es auch andere Superhelden wie Superman (Adventures of Superman #608) und Aquaman mit King Shark zu tun. Während Ersterer King Shark davon abhält, seinen Freund Jimmy Olsen, den er im Auftrag eines Mannes namens Manchester Black ermorden soll, zu töten, begleitet Shark Letzteren – inzwischen redseliger und weniger gewalttätig geworden – widerwillig im Auftrag einer Gruppe namens „Dweller der Tiefen“ auf eine Odyssee durch die Weltmeere, um als Aquamans Assistent und Helfer zu fungieren. Bei einer früheren Gelegenheit tötet Shark Aquamans Freund Neptune Perkins und wird von diesem im Zweikampf schwer verletzt, so dass er seither eine auffällige Narbe im Brustbereich aufweist.

#### Knockout
Siehe: Knockout

#### Match
Match ist ein Klon von Superboy. Er wird erstmals in Superboy #35 vom Januar 1997 (Autor: R. Marz, Zeichner: R. Bernado) vorgestellt. In diesem Heft erfährt man, dass eine Organisation namens „The Agenda“ Match aus dem Genmaterial von Superboy in einem geheimen Laborkomplex geklont hat. Das ursprüngliche Ziel der Agenda, eine ganze Armee von Machtes/Superboy-Klonen zu erschaffen, um mit diesen die Weltherrschaft an sich zu reißen, kann Superboy verhindern, indem er die Labore der Agenda zerstört. Jedoch ist schon der einzige zu diesem Zeitpunkt fertige Superboy-Klon – eben Match – dem Original kräftemäßig weit überlegen: Er verfügt über alle Fähigkeiten Superboys. Zudem kann er sich unsichtbar machen und seine Gestalt nach Belieben wandeln. Durch eine systematische pränatale Einspeisung von Wissen in sein Gehirn verfügt Match zudem über quasi-enzyklopädisches Kenntnisse in fast allen Wissensgebieten. Aufgrund seiner Programmierung ist Match ursprünglich den Anführern der Agenda treu ergeben und kämpft in deren Auftrag mehrmals gegen Superboy. Später schafft Match es seine Programmierung abzuschütteln und sich von der Agenda loszusagen. Danach ist er als Einzelgänger aktiv.

#### Scavenger
Der Scavenger (dt. „Aasfresser“) ist ein geisteskranker Mann, mit dem Superboy mehrfach zu kämpfen hat. Er taucht erstmals in Superboy #2 vom März 1994 auf (Autor: K. Kesel, Zeichner: T. Grummett).
In dieser Ausgabe wird er als ein paranoider, grauhaariger alter Mann vorgestellt, der von der Wahnvorstellung besessen ist, dass ein nicht näher beschriebener ominöser Feind, der tatsächlich niemals auftaucht, ihm nachstellt: Um sich für den vermeintlich unvermeidbaren, endzeitlichen „letzten Kampf“ mit diesem Feind zu wappnen, sucht der Scavenger unentwegt nach Waffen, Ausrüstungsgegenständen und anderen Ressourcen für seinen Kampf gegen seinen mysteriösen Feind. So trachtet er unter anderem nach einem antiken hawaiischen Artefakt das als „Speer von Lono“ bekannt ist und nach der Wählscheibe „H-Dial“ (aus der Serie „Dial H for Hero“). Da er diese – wenn er sie einmal ausfindig gemacht hat – zumeist durch kriminelle Methoden wie Einbrüche und Diebstähle beschafft, gerät er immer wieder mit Superboy und Superman aneinander. Diese hält Scavenger in seiner Verblendung für Gefolgsleute und Handlanger seines Feindes. Aufgrund seines hochgerüsteten Arsenals an High-Tech-Waffen und aufgrund seines Wahnsinns figuriert der Scavenger trotz seiner unklaren Agenda als einer der gefährlichsten Gegner des Superboys der Superboy-Serie aus den 1990er Jahren (Kon El). In dieser Serie lebt er zunächst in einer Höhle in der Kruste des Mondes, sucht sich in späteren Ausgaben jedoch ein anderes Quartier.

#### Sidearm
Sidearm ist ein chronisch erfolgloser Gauner, mit dem der Superboy der Superboy-Serie der 1990er (Kon El) es wiederholt zu tun bekommt. Sidearm, der mehr ein Ärgernis als eine Bedrohung ist, taucht erstmals in Superboy #1 von 1994 auf und gerät in der Folge mehrere Male mit dem jungen Helden aneinander, bis er in #15 von dem monströsen King Shark getötet wird.
Sidearm ist eine Parodie auf den Spider-Man-Schurken Doctor Octopus. Wie dieser verfügt er über ein mehrere Meter langes metallenes Tentakel, das er kraft seiner Gedanken kontrollieren und als Waffe einsetzen kann. Hersteller von Sidearms Ausrüstung, die auf kybernetische Weise mit seinem Körper verbunden ist, ist ein Mann namens The Technician, mit dem Superboy es in späteren Heften der Serie zu tun bekommt. Nachdem der „geborene Verlierer“ Sidearm bei mehreren Raubzügen (#0, #1) von Superboy gestoppt wird, wird er gezwungen, sich zur Rehabilitierung der sogenannten Suicide Squad, einer Regierungsorganisation, die Strafgefangene gegen Straferlass auf riskante Kommandomissionen schickt, anzuschließen, um das Kartell der Silicon Dragons zu zerschlagen, und stirbt während dieser Mission, als sein „Teamgefährte“ King Shark ihn zerfleischt.

#### Silversword
Silversword (Silver Sword), alias Dr. Arnold Kaua, ist ein Krimineller, mit dem es der Hawaii-Superboy der 1990er Jahre (Kon El) mehrfach zu tun bekommt. Silversword, der erstmals in Superboy #5 vom Juni 1994 auf (Autor: K. Kesel, Zeichner: T. Grummett) gleicht optisch dem hawaiischen Krieger und Fürst King Kamehameha.
In seiner Debütgeschichte wird Kaua als Kurator des Historischen Museums von Hawaii vorgestellt, der bei einem Strandspaziergang aus Versehen mit einem Container in Kontakt kommt, der ein flüssiges silbernes außerirdisches Material enthält, das er als „Antimetall“ bezeichnet. Als der Container explodiert bohrt sich das Material in Kauas Brust, wo es zunächst als schwertförmiges Emblem zurückbleibt. Als er kurz darauf entdeckt, dass das „Antimetall“ ihm übermenschliche Kräfte verleiht – die Fähigkeit seinen Körper auf Wunsch mit einer silbernen Metalhaut zu überziehen die ihn unverwundbar macht, ihm Superstärke sowie die Fähigkeit verleiht, zu fliegen und Waffen aus seinem Körper herauszumorphen (meist Schwerter und andere Klingen) – erklärt er sich zum Wahrer der Traditionen und Werte Hawaiis und beginnt den Versuch diese gewaltsam durchzusetzen. Nachdem er eine Marineübung attackiert – bei der seiner Meinung nach landschaftliches Erbe der Insel zerstört wird – gerät er mit Superboy in Konflikt der ihn in die Flucht treibt (#8). In Superboy #24 kehrt er zurück und unterliegt gegen Superboy und Knockout, kann aber abermals entkommen. Später stiehlt Silversword den Speer von Lorno, ein mächtiges Artefakt der indigenen Bevölkerung von Hawaii, aus dem Naturkundemuseum der Insel (#45) und nutzt dieses um die Vulkangöttin Pele heraufzubeschwören. Gemeinsam gelingt es Superboy und Green Lantern Siversword – der schließlich das Böse in Pele erkennt – auf ihre Seite zu ziehen und Pele zu besiegen. Hernach bleibt er verschwunden (#47).

#### Stinger
Stinger ist ein Söldner, mit dem der Superboy der 1990er Jahre (Kon El) es verschiedentlich zu tun bekommt. Er ist ein normaler Mensch der über keine Superkräfte verfügt und sich stattdessen auf seine Fitness und seine Hightech-Ausrüstung verlässt (Schwingkabel, feuerstarke Schusswaffen, an sein Handgelenk montierte Raketengranaten) und einen speziellen Kampfanzuges bedient, die es ihm ermöglichen im Kampf auch gegen „Übermenschen“ mitzuhalten. Er debütierte in Adventures of Superman #502 vom Juli 1993 (Autor: K. Kesel, Zeichner: T. Grummett).
Stinger wird erstmals in einer Geschichte in den Superman-Comics vorgestellt, in der er Superboy vor laufenden Kameras zum Zweikampf auf den Straßen von Metropolis herausfordert. Seine Auftraggeber sind dabei die Manager des Fernsehsenders WGBS, die sich von dem Kampf, den sie live übertragen, hohe Einschaltquoten erhoffen. Mit Hilfe von Supergirl kann Superboy Stinger schließlich besiegen. Dieser kann jedoch entkommen. Später arbeitet Stinger als Söldner für das Verbrechersyndikat der Silicon Dragons. Im Auftrag der Dragons stellt er der Suicide Squad, einer Spezialeinheit, der auch Superboy angehört und die den Auftrag hat, der Bande das Handwerk zu legen, eine Falle. Dabei trifft er erneut auf Superboy, dem es gelingt Stinger durch Bestechung dazu zu veranlassen, die Seite zu wechseln, und mit der Squad gegen die Dragons zu kämpfen. Während die Squad im Begriff ist, das Versteck der Dragons zu zerstören und die Bande zu zerschlagen verschwindet Stinger spurlos ohne seither wieder aufzutauchen.

#### Technician
Der Technician ist ein Gegenspieler von Superboy, der sich meist im Hintergrund hält und andere Schurken mit technischen Hilfsmittel für ihre Auseinandersetzungen mit ihm ausstattet. Er wird erstmals als schattenhaft im Hintergrund lauernde Figur Superboy #1 vom Februar 1994 gezeigt. Sein Gesicht ist erstmals in Superboy #16 vom Juni 1995 zu sehen.
Der Technician ist ein Tüftler und Sammler, der Kriminelle gegen Bezahlung mit futuristischen Waffen und Ausrüstungsgegenständen versorgt. Zu seinen Kunden gehört unter anderem Superboys Gegenspieler Sidearm. Später tritt der Technician selbst – armiert mit einer Vielzahl technischer Gerätschaften – gegen Superboy an und unterliegt. Noch später bietet der Technician Superboy, der zu diesem Zeitpunkt an einer instabilen zellulären Struktur leidet, ein Heilmittel für seine Erkrankung an. Das vermeintliche Hilfsangebot erweist sich indessen als eine Falle, der Technician unterliegt erneut, kann jedoch entkommen ohne wieder in Erscheinung zu treten (Superboy and the Ravers #15).

## Filme und Fernsehserien
1961 wurde erstmals eine Folge über Superboy (mit dem Titel The Adventures of Superboy) produziert, welche aber ein Pilotfilm blieb. 1966 inszenierte der Künstler Andy Warhol einen nicht-lizenzierten Superboy-Film in Eigenregie, der jedoch nie öffentlich aufgeführt wurde.
Zwischen 1966 und 1969 wurde die Serie The Adventures of Superboy aus 34 sechsminütigen Zeichentrickfilmen (drei Staffeln) über Superboy für das US-Fernsehen produziert. In dieser Serie lieh ihm der Synchronsprecher Bob Hastings seine Stimme. Fast zeitgleich lief von 1966 bis 1970 die Trickfilmreihe Ein Job für Superman (68 Folgen, vier Staffeln), in der auch Superboy Auftritte hatte.
Zwischen 1988 und 1992 sendete das US-Fernsehen die Serie Superboy (100 Folgen, vier Staffeln), in welcher der Titelheld zunächst von dem Darsteller John Haymes Newton (1. Staffel, 1988–89) und anschließend von Gerard Christopher (2. bis 4. Staffel, 1989–92) verkörpert wurde. Die Rolle der Lana Lang übernahm die Schauspielerin Stacy Haiduk.
Von 2001 bis 2011 lief die Serie Smallville (217 Folgen, zehn Staffeln), die von Clark Kents Jugend handelte und viele Elemente der Superboy-Comics aufgriff, dabei aber auf die Nennung des Namens Superboy bewusst verzichtete. Clark Kent wurde von Tom Welling gespielt.

## Rechtsstreit

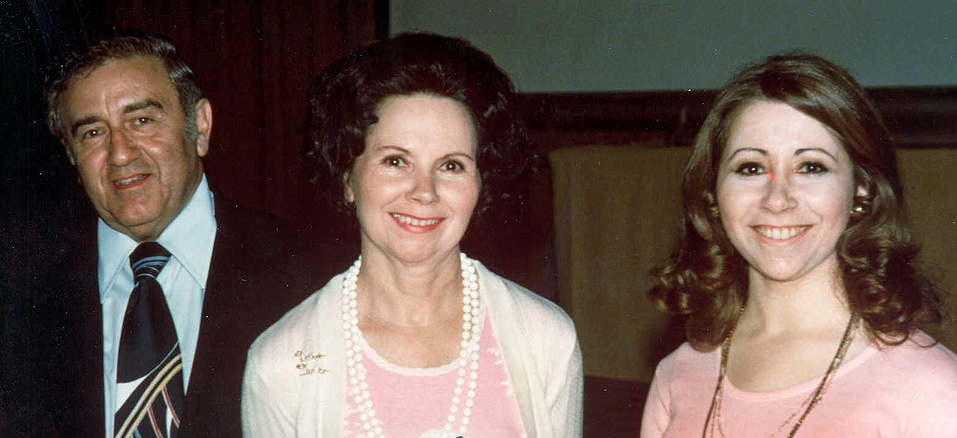
Jerry Siegel mit seiner Frau Joanne und Tochter Laura im Jahre 1976

Der Superboy-Charakter war lange Zeit Gegenstand eines Rechtsstreit zwischen dem Time-Warner-Konzern und den Nachkommen seines Erfinders Jerry Siegel. Siegels Erben berufen sich dabei darauf, dass der ursprünglich von DC veröffentlichte Charakter eine Eigenkreation Siegels und damit sein geistiges Eigentum gewesen sei. Die DC-Macher hätten einen ihnen von Siegel vorgelegten Entwurf erst zurückgewiesen und dann doch – ohne vorher Siegels Zustimmung einzuholen – verwendet.
2006 entschied der US-Bundesrichter Ronald S. W. Lew, dass Siegels Erben ein Recht darauf hätten, ihr Copyright an Superboy zu verlängern und dies am 17. November 2004 getan hätten. Warner Brothers ging gegen das Urteil in Berufung. Das Gericht bestätigte eine Vereinbarung von 2001 zwischen Siegels Erben und dem zu Warner gehörenden Verlag DC Comics, die Siegels Erben angefochten hatten.
Nach dieser Vereinbarung besitzt Warner nicht nur die Rechte an weiteren Superman-Filmen, sondern auch an Superboy.